# Ancient Heart
Ancient Heart — дебютный студийный альбом английской певицы Таниты Тикарам, выпущенный в 1988 году на лейбле WEA Records.

## Об альбоме
В 1987 году демо–кассета Таниты Тикарам попала в руки менеджера Пола Чарльза и настолько его впечатлила, что он отправился на её концерт в одном из лондонских клубов, а уже через год вышел первый сингл Таниты «Good Tradition», а следом и альбом Ancient Heart. Успех был неожиданно громким. За два года было продано 3 миллиона экземпляров альбома, и более 20 стран Танита Тикарам объездила, давая концерты.
Видимо, благодаря своим восточным корням, Танита сочиняла необычные, красивые и незабываемые мелодии, которые пришлись по вкусу слушателям по обе стороны Атлантики. Кроме этого, поэзия Таниты была наполнена не по-детски серьёзными философскими размышлениями. Танита размышляла под аккомпанемент своей гитары о человеческих чувствах, о жизни души. Каждая история, рассказанная ею, была красива в своей печали, и каждый слушатель мгновенно проникался неповторимым настроением её музыки.

## Список композиций
1. «Good Tradition» — 2:49
2. «Cathedral Song» — 2:51
3. «Sighing Innocents» — 3:31
4. «I Love You» — 2:45
5. «World Outside Your Window» — 4:52
6. «For All These Years» — 5:13
7. «Twist in My Sobriety» — 4:50
8. «Poor Cow» — 1:56
9. «He Likes the Sun» — 5:26
10. «Valentine Heart» — 4:04
11. «Preyed Upon» — 5:03

## Позиции в хит-парадах и сертификации
| Страна            | Место |
| ----------------- | ----- |
| Австралия         | 31    |
| Австрия           | 1     |
| Великобритания    | 3     |
| Германия          | 1     |
| Канада            | 25    |
| Нидерланды        | 4     |
| Новая Зеландия    | 23    |
| Норвегия          | 1     |
| Соединенные Штаты | 59    |
| Франция           | 7     |
| Швейцария         | 1     |
| Швеция            | 8     |

| Хит-парад (1989)       | Позиция |
| ---------------------- | ------- |
| Европа (Music & Media) | 6       |

| Страна               | Статус        |
| -------------------- | ------------- |
| Австралия (ARIA)     | Золотой       |
| Великобритания (BPI) | 2x Платиновый |
| Германия (BVMI)      | 2х Платиновый |
| Финляндия (IFPI)     | Золотой       |
| Швейцария (IFPI)     | Платиновый    |
| Швеция (IFPI)        | Золотой       |

## Синглы
1. «Good Tradition» — #10 UK
2. «Twist in My Sobriety» — #25 US, #22 UK
3. «Cathedral Song» - #48 UK
4. «World Outside Your Window» - #58 UK